# ペロペロしてやりたいわズ。
『ペロペロしてやりたいわズ。』は、2012年8月に結成された日本のロックバンド。広島市で結成。広島市に拠点を置き活動。2018年7月、『PERO』に改名。2020年7月1日、Gt.メンバー脱退に伴い無期限活動休止。2022年7月1日に『ペロペロしてやりたいわズ。』に改名しVo.ムカイダー・メイとDr.ファイターの2人での活動再開を発表。サポートメンバーを迎えながら絶賛活動中。

## 来歴
ペロペロしてやりたいわズ。
2012年8月、高校時代から音楽活動を通してお互いを認識していたムカイダー（ヴォーカル）とあららぎ（ギター）が広島の同じ女子大学に進学し1年生の時に音楽サークルで結成。
2013年9月29日、サポートドラマーなおきさんがライブサポート初参加（会場：HIROSHIMA 4.14）。
2014年3月、「MUSIC CUBE 14」で開催された「YOUNG GENERATIN MUSIC BATTLE」にてグランプリを獲得。同時期に1stデモ音源『ペロペロしてやりたいわズ。』をライブ会場限定発売。
2014年7月12日、サーキット型イベント「TOKYO BOOTLEG CIRCUIT'14」に出演。
2014年11月、サポートドラマーなおきさん正式加入。
2014年12月、タワーレコード広島店、新宿店限定でワンコインシングルCD『Bless you!』リリース、1ヶ月ほどで完売。
2015年3月、ヤマシタ帝国(Bass)が活動休止。
2015年7月、1stミニALBUM『ペロペロしてやりたいわ』リリース。
2015年8月、ヤマシタ帝国(Bass)脱退、ハナ(Bass)正式加入。
2015年9月19日、「イナズマロックフェス2015」風神ステージに出演。
2015年10月12日、「MINAMI WHEEL 2015」に出演。
2015年11月22日、サーキットイベント「下北沢にて'15」に出演。
2016年2月19日、安田女子大学フォークソング部卒業ライブ 「安フォー、卒論提出したってよ」（会場：HIROSHIMA4.14）にペロペロしてやりたいわズ。初期メンバー（ムカイダー、あららぎ、ヤマシタ帝国、みやうちるな）で出演。
2016年5月28日、野外ライブイベント「hoshioto'16」に出演。
2016年7月2日、「見放題2016」に出演。
2016年9月、1stフルALBUM『ローカリズムの夜明け』リリース。同年9月10日～10月30日全国6ヵ所ツアー「夜明け前に会おうよツアー」を開催。
2016年12月3日、サーキットイベント「下北沢にて’16」に出演。
2016年12月9日、TOWER RECORDS広島主催ライヴ・イベント「タワヒロは見た 2nd anniversary!!」に出演。
2017年3月12日、サーキットイベント「HIROSHIMA MUSIC STADIUM-ハルバン-17」に出演。
2017年3月25日、ツアーファイナルで、初ワンマンライブをHIROSHIMA4.14で行い会場限定シングル『ペテンマニア』リリース、Drなおきさん脱退。
2017年4月、ファイター(Dr)がサポート参加。
2017年6月3日、サーキットイベント「SAKAE SP-RING 2017」に出演。
2017年9月17日、広島のインディーズバンドによるライブサーキットイベント「導火線と意見2017」出演。
2017年10月7日、ライブサーキット「Eggs presents FM802 MINAMI WHEEL 2017」に出演。
2017年12月2日、サーキットイベント「下北沢にて'17」に出演。
2018年3月10日、ロック・サーキット・フェス「HIROSHIMA MUSIC STADIUM -ハルバン'18-」に出演。
2018年6月17日-29日、1年3ヶ月ぶりの全国ツアー「重大発表!お手付きツアー2018」を開催（東名阪広）。初日の6月17日広島でDr.ファイターの正式加入とペロペロしてやりたいわズ。からPEROに改名することを発表、同ツアーがペロペロしてやりたいわズ。としてラストツアーとなる。また、6月20日、PEROとして先行トラック「スローモーション・ラブ」をiTunes / Apple Music、および、レコチョクで配信スタート、2018年10月3日にフルアルバム『ロマンスロス』リリースが決定している。
2018年6月29日、重大発表！お手付きツアー2018の最終日、東京 渋谷TSUTAYA o-nest公演がペロペロしてやりたいわズ。としてラストライブとなる。
PERO
2018年7月1日、ペロペロしてやりたいわズ。からPEROに改名。
2018年10月3日、PERO 1stフルアルバム『ロマンスロス』リリース。
2018年11月23日、ワンマンライブに向けて、#PERO20秒チャレンジ動画をスタート。
2018年12月23日、広島セカンドクラッチでワンマンライブ『KINSAI-YA』を開催。
2019年3月8日、YOU TUBEにてPERO TVが毎週金曜日配信でスタート。
2019年3月24日、ハルバン'19に出演。
2019年5月17日、2018年12月のワンマンライブKINSAI-YAを収録した初のLIVE DVD"ショータイム"のリリースパーティを広島セカンドクラッチで開催。
2019年12月6日、下北沢  近松で#おねだり
ワンマンライブを開催。
2019年12月7日、下北沢にて'19に出演。
2019年12月28日、広島セカンドクラッチで#おすすめ ワンマンライブを開催。
2019年12月27日、PERO TVが最終回。
2020年3月6日、広島BACK BEATでライブ。
2020年7月1日、Gt.あららぎの脱退に伴いPEROの無期限活動休止を発表。
2020年10月11日、広島CLUB QUATTROでPEROの4人(.ムカイダー、あららぎ、ハナ、ファイター)としてのラストライブを行う。
2022年4月30日、Ba.ハナの脱退を発表。
　ペロペロしてやりたいわズ。
2022年7月1日、PEROからペロペロしてやりたいわズ。に改名し、Vo.ムカイダーとDr.ファイターの2人で活動再開を発表。
2022年9月24日、JOKAFES '22でサポートGt.にたおを迎えてアコースティック編成として復活ライブを行う。
2022年10月1日、広島Reedでバンド編成としての復活ライブ。サポートGt.はたお、サポートBa.奈緒美。
2022年11月4日、広島ALMIGHTYでライブ。サポートGt.たお、サポートBa.沙季。
2022年11月12日、広島4.14で"オレたちなりの導火線と意見"に出演。以降のサポートメンバーはGt.たお、Ba.沙季。
2023年7月28日、配信リリース曲。
テイクミー
2023年9月23日、JOKAFES '23に出演。
2023年10月14日、Satonone'23に出演。
2023年12月24日、配信リリース曲。
ディッセンバーガール(2015)
ラストラブソング
2024年4月6日、広島CONQUESTで初披露した曲
白のしるし
2024年12月3日、5年振りの新曲を配信リリース‼️
ロンリー・サタデー・ナイト
2024年12月7日、下北沢にて'24に出演。

## メンバー

### ペロペロしてやりたいわズ。
- Vo&Gt：ムカイダー・メイ
- Gt：サポート
- Ba：サポート
- Dr：ファイター

ライブサポート
- サポートGt.：たおぴ（おふろだいすきクラブ）
- サポートBa.：沙季（THE ZOO)2022年11月以降
- サポートBa.：奈緒美　＊2022年10月のみ

### PERO
- Vo&Gt：ムカイダー・メイ （本名：向田芽衣）
- Gt：あららぎ
- Ba：ハナ
- Dr：ファイター

### ペロペロしてやりたいわズ。
- Vo&Gt：ムカイダー・メイ
- Gt：あららぎ
- Ba：ハナ[25]

ライブサポート
- サポートBa：ちゃんもつ（2015年3月5日ライブ）元CriminalBunnyGirl
- サポートDr：ファイター（2017年4月26日 - 2018年6月）
- サポートDr：サンキューまじま（2017年10月6日 - 2018年5月）ex.絶景クジラ

元メンバー
- Dr：みやうちるな
- Dr：かなっぺ
- Ba：ヤマシタ帝国（2015年3月活動停止、2015年8月脱退）
- Dr：なおきさん（2013年9月29日ライブサポート参加→2014年11月正式加入→2017年3月25日脱退） → 南風とクジラ Drサポート
- Gt：あららぎ
- Ba：ハナ

## ディスコグラフィ

### ペロペロしてやりたいわズ。

#### デモ
- ペロペロしてやりたいわズ。（2014年）1stデモ

1. ハイライト
2. 踊り子
3. 暮れる

#### シングル
- Bless you!<限定生産盤>（2014年12月17日、FIRE STARTER、FSRC-10002）

1. Bless you!
2. あまちゃん
3. 暮れる

- ペテンマニア<会場限定>（2017年3月）

1. ペテンマニア
2. spot light

#### 配信
- ディッセンバーガール期間限定無料配信(2015年12月13日〜2015年12月27日)

#### アルバム
- ペロペロしてやりたいわ<タワーレコード限定>（2015年7月8日、FIRE STARTER、FSRC-004）ミニアルバム

1. Bless you!
2. デストロイ・ガール
3. ハル
4. high wave
5. あまちゃん
6. ハイライト

- ローカリズムの夜明け（2016年9月7日、apple of my eye、AOME-0014）フルアルバム

1. city boy
2. Came Sun!
3. 踊り子 -part2-
4. クリーニングデイ
5. フォルマッジ
6. サバイバル・ガール
7. Furico
8. 海で会えたら
9. 暮れる
10. 朝がくるから

### PERO

#### 配信
- スローモーション・ラブ（2018年6月20日）iTunes / Apple Music、および、レコチョク

#### アルバム
- ロマンスロス（2018年10月3日、apple of my eye、POCS-1730）1stフルアルバム

1. スローモーション・ラブ
2. ステップ10
3. 煙
4. エンドロール
5. イヤ!
6. LOVE ME すぐに!
7. ココチヨイ温度
8. さようならサマー
9. ふたりのおわり
10. 優しくて強い風

#### DVD
- SHOWTIME‼︎（2019年5月17日、ライブ会場限定）PEROに改名後の初ワンマンライブ2018年12月広島SECOND CRUTCHの模様を収録。

#### CD付きツアーパンフレット
- PERO CD付きツアーパンフレット「テイクミー!」（「つまんない夜から君を連れ出すツアー」会場物販 2019年8月2日 - 9月21日）

1. テイクミー!
2. ラストラブソング

### ペロペロしてやりたいわズ。

#### 配信
- ディッセンバーガール / ラストラブソング（2023年12月24日）iTunes / Apple Music、および、レコチョク
- ロンリー・サタデー・ナイト（2024年12月3日）iTunes / Apple Music、および、レコチョク

## ミュージックビデオ
Youtubeで公開
ペロペロしてやりたいわズ。
- Bless you!（2015年1月15日公開）
- high wave（2015年6月4日公開）Director：田中莉奈
- Furico（2016年8月24日公開）Director：田中莉奈
- 暮れる（2016年8月24日公開）Director：MiNORU OBARA
- ロンリー・サタデー・ナイト　(2024年12月14日公開)  Director : 森下

PERO
- スローモーション・ラブ Short ver.（2018年6月17日公開）
- スローモーション・ラブ（2018年6月17日公開）制作：オカハラ
- さようならサマー（2018年7月31日公開）
- テイクミー!（2019年7月25日公開）Produce & Directio：G2

## 出演

### ペロペロしてやりたいわズ。
ラジオ
- Rock It Out　コーナー「HIROSHIMA RECORDS」（2018年4月度レギュラー[26]、広島FM）

テレビ
- 恋とか愛とか（仮） Episode35 ｢歯がゆい女｣#2（2018年7月12日、広島ホームテレビ） - さいねい龍二がヒロインと竜王公園で夜景を見ながら手をつなぐシーンのBGMにペロペロしてやりたいわズ。「high wave」が流れた。

### PERO
ラジオ
- Rock It Out! コーナー「HIROSHIMA RECORDS」（2018年10月度レギュラー、広島FM）
- Rock It Out! コーナー「PEROのときめきクリニック」（2018年11月 - 2019年3月、広島FM）ヴォーカルのムカイダー・メイが第2火曜レギュラー出演
- ヨルノバ（2020年3月30日 - 、RCCラジオ）ヴォーカルのムカイダー・メイがレギュラー出演

テレビ
- H♪LINE（2018年10月19日、広島ホームテレビ）

配信
- PERO TV（第1回2019年3月8日 - 、Youtube）毎週金曜配信